# Test uzależnienia od alkoholu
Michigan Alcoholism Screening Test (MAST) – test przesiewowy służący do identyfikacji osób z uzależnieniem alkoholowym, stosowany w badaniach klinicznych i epidemiologicznych.
Inne narzędzia wykorzystywana w ocenie zaburzeń związanych z używaniem substancji psychoaktywnych:
ADS, ASI, ASI-Lite, AUDIT, CAGE, CAGE-AID, DAST, MAST/AD.